# ماژول دسترسی مشروط

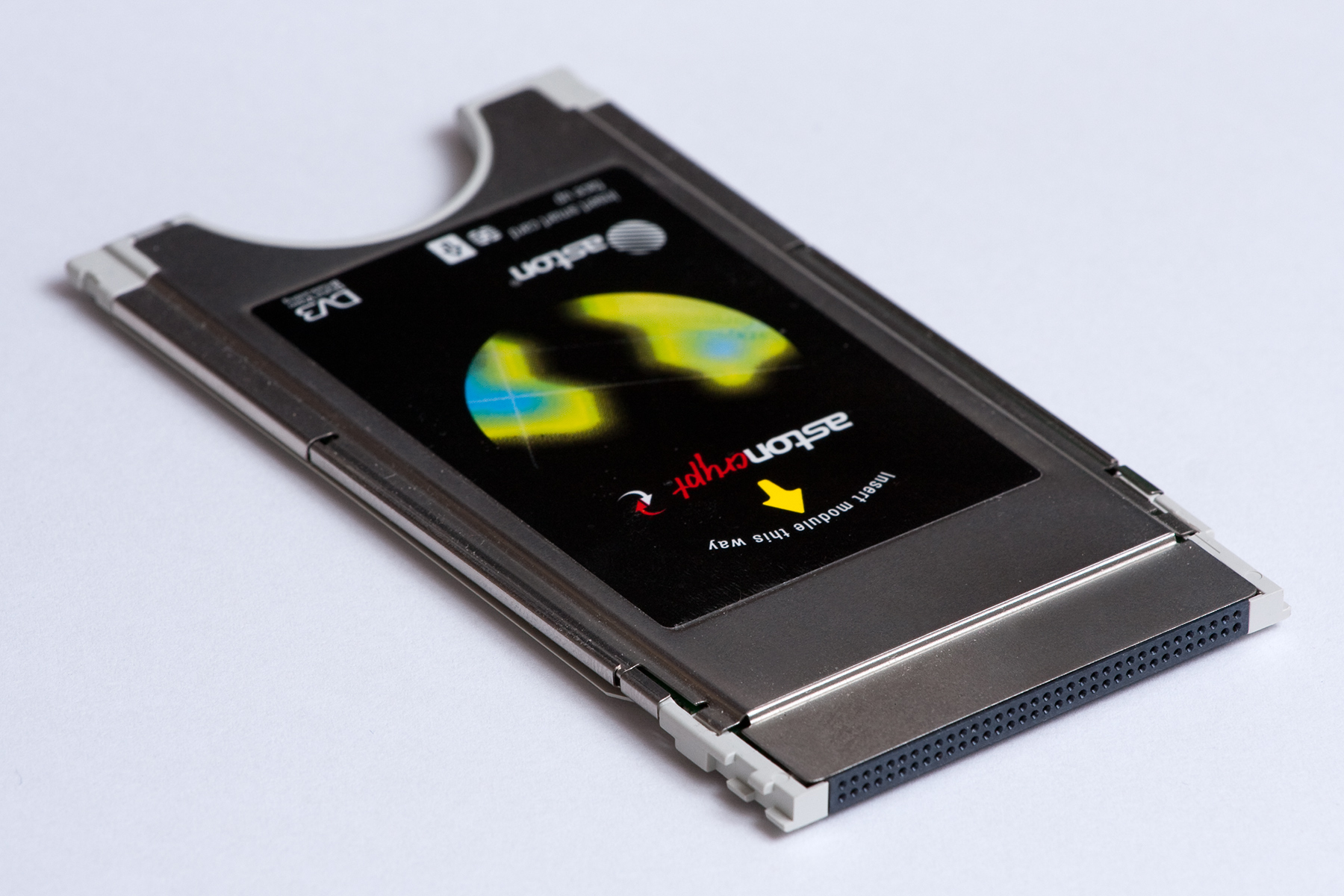
ماژول دسترسی مشروط

انواع مختلف CAM

ماژول دسترسی مشروط (CAM) یک وسیله الکترونیکی است که معمولاً دارای یک اسلات برای یک کارت هوشمند است که‌معمولاً با خدمات ماهواره ای با پخش مستقیم (DBS) استفاده هم می‌شوند اگرچه تهیه‌کنندگان تلویزیون دیجیتال با پرداخت زمینی نیز از تلویزیون دیجیتال زمینی استفاده می‌کنند.